# Layla Jade
 (août 2014).
Si vous disposez d'ouvrages ou d'articles de référence ou si vous connaissez des sites web de qualité traitant du thème abordé ici, merci de compléter l'article en donnant les références utiles à sa vérifiabilité et en les liant à la section « Notes et références ».
Layla Jade, née Layla Jade Johnson à Torquay, Devon, est une actrice de films pornographiques britannique.

## Biographie
Layla était infirmière avant de débuter dans la pornographie.
En 2000, Layla Jade apparait dans la vidéo "Plug Me In" du groupe Add N to (X).
En 2001, elle se fait des implants mammaires.
Elle a créé une agence pour mannequin "First Choice Models Inc" en 2002.
Elle anime une émission sur KSEX Radio.

## Récompenses et nominations
- 2001 : AVN Award nommée, Best All-Girl Sex Scene, Violation of Bridgette Kerkove avec Bridgette Kerkove, Coral Sands, Daisy Chain, Gwen Summers, Candy Apples & Vivi Anne
- 2001 : AVN Award nommée – Best Anal Sex Scene, Video – Max Extreme 11 (with Max Hardcore)

## Filmographie sélective
- Golden Guzzlers 2 (1998)
- Gangbang Girl 24 (1998)
- Gangbang Auditions 2 (1999)
- Pussyman's Decadent Divas 4 (1999)
- The Violation of Jewel Valmont (1999)
- The Violation of Bridgette Kerkove (2000)
- Black Attack (2000)
- Gangland 15, 27 (2000)
- Gutter Mouths 16 (2000)
- Hand Job Hunnies 2 (2000)
- Handjobs 3 (2000)
- Hell, Whores and High Heels (2000)
- Hollywood Escort Girls 2 (2000)
- Liquid Gold 4 (2000)
- Pussyman's Decadent Divas 6 (2000)
- Seis culos vírgenes en las garras de Max (2000)
- Sex Fun 3 (2000) (V)
- Stop! My Ass Is on Fire! 5 (2000)
- We Go Deep 5 (2000)
- Ben Dover English Porno Groupies (2000)
- All Expenses Paid (2000)
- Ally McFeal (2000)
- Barely Legal 4 (2000)
- The 4 Finger Club 12 (2000)
- Sugar Daddy 21 (2001)
- Lex the Impaler (2001)
- Filthy Little Whores 2 (2001)
- Gangland 27 (2001)
- What They Wanted, What They Got (2001)
- Anal Addicts 6 (2001)
- Asses in the Air 3 (2001)
- Where The Girls Sweat 7 (2002)
- Young Sluts, Inc. 4 (2002)
- When Layla Jade Met Alicia Rhodes (2003)
- Pussyman's Decadent Divas 22 (2003)
- Adventures of Nurse Lick 12 (2004)
- Latex Nurses (2004)
- Sexual Chemistry (2005)
- Pussy Party 12 (2005)
- 18 and Natural 3 (2006)
- Cherries 46 (2006)
- Brit Chicks 3 (2007)
- Brit Chicks 5 (2008)
- Excuse Me... Club 6 (2008)
- Breast Friends (2009)